# Ashley Brzozowicz
Ashley Brzozowicz (Toronto, 17 de diciembre de 1982) es una deportista canadiense que compitió en remo.
Participó en dos Juegos Olímpicos de Verano, obteniendo una medalla de plata en Londres 2012, en la prueba de ocho con timonel, y el cuarto lugar en Pekín 2008, en la misma prueba.
Ganó cuatro medallas en el Campeonato Mundial de Remo entre los años 2010 y 2015.

## Palmarés internacional
| Juegos Olímpicos   | Juegos Olímpicos          | Juegos Olímpicos  | Juegos Olímpicos |
| Año                | Lugar                     | Medalla           | Prueba           |
| ------------------ | ------------------------- | ----------------- | ---------------- |
| 2012               | Londres (Reino Unido)     | Medalla de plata  | Ocho con timonel |
| Campeonato Mundial |                           |                   |                  |
| Año                | Lugar                     | Medalla           | Prueba           |
| 2010               | Cambridge (Nueva Zelanda) | Medalla de plata  | Ocho con timonel |
| 2011               | Bled (Eslovenia)          | Medalla de plata  | Ocho con timonel |
| 2014               | Ámsterdam (Países Bajos)  | Medalla de plata  | Ocho con timonel |
| 2015               | Aiguebelette (Francia)    | Medalla de bronce | Ocho con timonel |